# Síndic de Greuges de les Illes Balears
El Síndic de Greuges és l'alt comissionat del  Parlament de les Illes Balears que té per missió la protecció i defensa dels drets fonamentals i de les llibertats públiques dels ciutadans, així com el control ordinari de l'Administració de la comunitat autònoma. Supervisa també l'actuació de les entitats locals de l'arxipèlag tot el que fa referència a les matèries que siguin competència de la comunitat autònoma. Les seves funcions, per tant, es corresponen amb les del Defensor del poble, però en l'àmbit de les Illes Balears.

## Regulació
El Síndic de Greuges ja estava recollit en l'article 27 de l'Estatut d'Autonomia de 1983, si bé no amb aquesta denominació, ja que es parlava en canvi d'una "institució semblant a la prevista per l'article 54 de la Constitució". D'aquí va passar a estar regulat per la Llei 1/1993, de 10 de març, del Síndic de Greuges.
La  reforma de l'Estatut de 1999 va modificar l'article 27 convertint-lo en el 29, i va emprar ja la denominació de Sindicatura de Greuges.
La Comissió d'Experts encarregada d'elaborar la proposta de reforma de l' Estatut d'Autonomia de 2007 va suggerir canviar tal denominació per la de Defensor de les Franqueses, en un intent de recuperar la tradició autòctona d'aquesta figura, però això no va prosperar en la tramitació parlamentària. Per això, aquesta institució es recull ara en l'article 51 de l' Estatut d'Autonomia de 2007, amb el mateix nom de Sindicatura de Greuges.

### Estatut personal
El càrrec de Síndic del Territori és incompatible amb
- Qualsevol mandat representatiu.
- L'afiliació a partits polítics, sindicats de treballadors, associacions empresarials o entitats que en depenguin.
- Qualsevol càrrec polític o funció administrativa.
- Qualsevol activitat professional, mercantil o laboral.
- L'exercici de les carreres judicial, fiscal i militar, o pertànyer al Tribunal Constitucional.

### Nomenament
Pot ser elegit Síndic de Greuges tota persona major d'edat que tengui la condició política de ciutadà de les Illes Balears. Obert el procés electoral, la corresponent comissió del Parlament elevarà a la Mesa, en el termini màxim d'un mes, el candidat o candidats al càrrec, i aquesta proposarà al Ple del Parlament el nom d'un únic candidat, que haurà de ser elegit per majoria de tres cinquenes parts. Si aquesta majoria no s'aconseguís, s'hauria d'iniciar el mateix procediment una altra vegada. El mandat del Síndic de Greuges és de cinc anys.

## Situació actual
Tot i que la disposició final primera de la Llei 1/1993 manava que en el termini d'un any des de la seva entrada en vigor el Parlament iniciés els tràmits per nomenar el primer Síndic de Greuges encara no ha estat possible designar ningú per ocupar aquest càrrec. Malgrat els successius intents en diverses legislatures per arribar a un consens que permetés la posada en marxa d'aquesta figura, les circumstàncies polítiques de cada moment ho han impedit.